# Oh Teacher
Pour plus de détails, voir Fiche technique et Distribution.
Oh Teacher est un court métrage de la série Oswald le lapin chanceux, produit par les studios Disney et sorti le 19 septembre 1927.

## Synopsis
Oswald est un jeune écolier qui emmène sa copine sur son vélo à l'école lorsqu'un chat vole la fille et le vélo. À la récréation, Oswald va se battre pour récupérer ses biens.

## Fiche technique
- Titre : Oh Teacher
- Série : Oswald le lapin chanceux
- Réalisateur : Walt Disney
- Animateur[1] : Ub Iwerks, Hugh Harman, Friz Freleng, Rollin Hamilton, Ben Clopton, Norm Blackburn et Les Clark
- Caméra : Mike Marcus
- Producteur : Charles Mintz
- Production : Disney Brothers Studios sous contrat de Robert Winkler Productions
- Distributeur : Universal Pictures
- Date de sortie : 19 septembre 1927[1],[2],[3]
- Autres dates[1] :
  - Dépôt de copyright : 20 juillet 1927 par Universal
  - Ressortie sonorisée : 1er février 1932[1],[2]
- Format d'image : Noir et Blanc
- Durée : 6 min
- Langue : (en)
- Pays :  États-Unis

## Commentaires
Dans ce film, Oswald est capable de retirer sa patte pour l'embrasser afin de se porter chance.